# 21 januari
21 januari är den 21:a dagen på året i den gregorianska kalendern. Det återstår 344 dagar av året (345 under skottår).

## Återkommande bemärkelsedagar

### Flaggdagar
- Norge: Prinsessan Ingrid Alexandras födelsedag

## Namnsdagar

### I den svenska almanackan
- Nuvarande – Agnes och Agneta
- Föregående i bokstavsordning
  - Agnar – Namnet infördes på dagens datum 1986, men flyttades 1993 till 13 februari och utgick 2001.
  - Agnes – Namnet har, vid sidan av Agneta och Agnetis, sedan gammalt funnits på dagens datum och har inte flyttats.
  - Agneta – Namnet fanns, vid sidan av Agnes och Agnetis, till minne av ett helgon, på dagens datum före 1901, då det utgick, eftersom det då inte ansågs tidsenligt. 1986 återinfördes det dock på dagens datum och har funnits där sedan dess.
  - Agnetis – Namnet fanns, vid sidan av Agnes och Agneta, på dagens datum till minne av helgonet Agneta, men utgick 1901.
- Föregående i kronologisk ordning
  - Före 1901 – Agnes, Agneta och Agnetis
  - 1901–1985 – Agnes
  - 1986–1992 – Agnes, Agneta och Agnar
  - 1993–2000 – Agnes och Agneta
  - Från 2001 – Agnes och Agneta
- Källor
  - Brylla, Eva (red.): Namnlängdsboken, Norstedts ordbok, Stockholm, 2000. ISBN 91-7227-204-X
  - af Klintberg, Bengt: Namnen i almanackan, Norstedts ordbok, Stockholm, 2001. ISBN 91-7227-292-9

### Finlandssvenska almanackan
- Nuvarande från 2020[1] – Agneta, Agnes
- I föregående revideringar[a][2]
  - 1929–1949 – Agnes
  - 1950–2019 – Agnes, Agneta

## Händelser
- 1276 – Sedan Gregorius X har avlidit den 10 januari väljs Petrus a Tarentasia till påve och tar namnet Innocentius V. Han avlider dock själv efter endast fem månader på posten.
- 1504 – Sedan den svenske riksföreståndaren Sten Sture den äldre har avlidit i Jönköping den 14 december året före väljs Svante Nilsson till hans efterträdare på riksföreståndarposten. Nilsson har tidigare varit Sten Stures motståndare och stödde avsättningen av honom 1497. Sedan hans återkomst 1501 har Nilsson dock motvilligt stött honom och väljs nu av de svenska stormännen, för att förhindra att den danske kungen Hans återkommer som kung av Sverige.
- 1556 – Under det pågående kriget mellan Sverige och Ryssland inleder ryssarna ett fyra dagar långt anfall mot Viborgs slott. Den 25 januari slår svenskarna tillbaka anfallet.
- 1598 – Den svenska änkedrottningen Gunilla Bielke, som är änka efter Johan III , begravs i Uppsala domkyrka, ett halvår efter sin död (19 juli 1597).
- 1720 – Sverige och Preussen sluter fred i Stockholm. Genom denna förlorar Sverige Szczecin med Vorpommern söder om floden Peene, öarna Usedom och Wollin samt städerna Damm och Gollnow, men får två miljoner riksdaler i ersättning för dessa områden.
- 1793 – Den franske kungen Ludvig XVI, som har blivit avsatt den 21 september året före, blir giljotinerad, sedan han fem dagar tidigare har dömts till döden av nationalkonventet med en rösts övervikt.
- 1821 – En rysk forskningsexpedition under ledning av Fabian von Bellingshausen upptäcker en ö utanför den antarktiska kontinenten, som han kallar för Peter I:s ö efter den ryske tsaren Peter den store.[3] Expeditionen stoppas 25 kilometer från ön av packis, men eftersom det blir det första land man hittar söder om södra polcirkeln är det den dittills sydligaste landmassan människan känner till. 1910 bekräftas öns existens av den fransk forskningsexpedition, som dock stoppas av packis 5 kilometer från ön. Första gången någon landstiger på ön är 1929, då en norsk expedition kommer dit och 1931 annekteras ön av Norge.
- 1879 – Sabbatsbergs sjukhus, i Vasastan i Stockholm, öppnas efter en byggtid på sex år.
- 1904 – Den tjeckiske tonsättaren Leoš Janáčeks opera Jenůfa har urpremiär på Nationalteatern i Brno.
- 1954
  - USS Nautilus, som är världens första kärnkraftsdrivna ubåt, sjösätts i Groton i den amerikanska delstaten Connecticut. En knapp vecka senare går den till sjöss på sin jungfruresa.
  - Ett lotteri anordnas för insamling av medel till ombyggnad av den svenska nationalteatern Dramaten. Då den totala vinstsumman är tio miljoner kronor är det det största lotteriet dittills i Sverige.
- 1966 – Den svenska fredsforskningsutredningen avger sitt betänkande och föreslår att ett internationellt fredsforskningsinstitut ska upprättas i Stockholm. Den 6 maj samma år beslutar riksdagen därför att inrätta Stockholms internationella fredsforskningsinstitut.
- 1969 – Efter omfattande protester mot den svenska universitetsreformen UKAS presenterar utbildningsminister Olof Palme i stället alternativet PUKAS.
- 1970 – Stockholms hembiträdesförening, som har funnits sedan 1904, läggs ner efter att detta har föreslagits på ett av föreningens möten.[4]
- 1976 – Flygplanstypen Concorde genomför sin första kommersiella flygning, men det blir inledningsvis ingen succé, varför endast 20 plan byggs till att börja med.
- 1985 – Stockholms kommunfullmäktige beslutar att Stockholm åter ska kallas stad och inte kommun (formellt är alla svenska städer avskaffade och ersatta med kommuner sedan 1971).
- 1987 – Bjarne Semb blir av sjukhusledningen avskedad som chef för thoraxkliniken vid Karolinska universitetssjukhuset, eftersom man kritiserar honom för bristande etik i samband med hans hjärttransplantationer och operationer med konstgjorda hjärtan. Han stämmer dock landstinget, som i november samma år ogiltigförklarar hans avsked och erlägger skadestånd till honom. I januari 1988 införs hjärndödsbegreppet i svensk lag, som en följd av dessa händelser.
- 1999 – Det amerikanska bilföretaget Ford Motor Company köper det svenska Volvo Personvagnar för 50 miljarder kronor. Företaget förblir i Fords ägo till 2010, då det säljs till det kinesiska bilföretaget Geely.
- 2002 – Den svensk-kurdiska 26-åriga kvinnan Fadime Şahindal blir mördad av sin far, på grund av sitt ”västerländska levnadssätt” och att hon har en svensk pojkvän. Mordet utlöser en debatt om så kallade hedersmord i Sverige och fadern döms sedermera till livstids fängelse.
- 2003 – Den förre svenske hemvårdaren Joy Rahman tilldöms 8,2 miljoner kronor i skadestånd, vilket blir det högsta någonsin i Sverige, efter att han oskyldig har suttit åtta år i fängelse för mord.
- 2012 – De svenska Socialdemokraternas partiledare Håkan Juholt avgår efter knappt tio månader på posten, sedan han har förlorat mycket förtroende, både inom partiet och bland väljarna, bland annat på grund av Juholtaffären i oktober 2011. Han blir därmed Socialdemokraternas kortvarigaste partiledare någonsin och den 27 januari efterträds han av IF Metall-ordföranden Stefan Löfven.
- 2017 – Women's March on Washington för kvinnors rättigheter äger rum.

## Födda
- 63 – Claudia Augusta, dotter till Romarrikets kejsare Nero (död samma år och då förklarad gudomlig av senaten)
- 1338 – Karl V, kung av Frankrike 1364–1380
- 1782 – Jacob Cederström, svensk militär, politiker och ämbetsman
- 1784 – Andrew Stevenson, amerikansk politiker och diplomat, USA:s minister i Storbritannien 1836–1841
- 1804 – Moritz von Schwind, tysk-österrikisk målare och grafiker
- 1813 – John C. Frémont, amerikansk general, upptäcktsresande och politiker
- 1824 – Stonewall Jackson, amerikansk sydstatsgeneral
- 1827 – John Ireland, amerikansk demokratisk politiker, guvernör i Texas 1883–1886
- 1829 – Oscar II, kung av Sverige från 1872 och av Norge 1872–1905
- 1845 – Harriet Backer, norsk målare
- 1860 – Karl Staaff, svensk liberal politiker och advokat, partiledare för Liberala samlingspartiet 1907–1915, Sveriges statsminister 1905–1906 och 1911–1914
- 1867 – Maxime Weygand, fransk general
- 1869 – Grigorij Rasputin, rysk mystiker, predikant och helbrägdagörare
- 1881 – John Gerald Milton, amerikansk demokratisk politiker och advokat, senator för New Jersey 1938
- 1882 – Pavel Florenskij, rysk teolog, filosof och matematiker och vetenskapsman
- 1885 – Umberto Nobile, italiensk upptäcktsresande
- 1889
  - Hjalmar Lundholm, svensk skådespelare
  - Gustaf Skagerberg, svensk fabriksarbetare och socialdemokratisk riksdagsman
- 1893 – Gunnar Mascoll Silfverstolpe, svensk poet, översättare, litteratur- och konstkritiker samt ledamot av Svenska Akademien 1941–1942
- 1900 – Elof Ahrle, svensk skådespelare
- 1905 – Christian Dior, fransk modeskapare
- 1912 – Konrad Bloch, tysk-amerikansk biokemist, mottagare av Nobelpriset i fysiologi eller medicin 1964
- 1922
  - Paul Scofield, brittisk skådespelare
  - Telly Savalas, amerikansk skådespelare, mest känd i rollen som Kojak
- 1925 – Benny Hill, brittisk skådespelare och komiker
- 1938 – Leif Hallberg, svensk skådespelare
- 1940 – Jack Nicklaus, amerikansk golfspelare
- 1941 – Plácido Domingo, spansk operasångare (tenor)
- 1942
  - Han Pil-Hwa, nordkoreansk skridskoåkare
  - Edwin Starr, amerikansk soulsångare
- 1947 – Micha Gabay, svensk skådespelare
- 1950
  - Gary Locke, amerikansk demokratisk politiker, guvernör i Washington 1997–2005, USA:s handelsminister 2009–2011
  - Ole Ränge, svensk skådespelare
- 1951 – Eric Holder, amerikansk demokratisk politiker, USA:s justitieminister 2009–2015
- 1953 – Paul Allen, amerikansk entreprenör, en av grundarna av företaget Microsoft (död 2018)
- 1956
  - Maria Leissner, svensk politiker, Liberala ungdomsförbundets ordförande 1983–1985, Folkpartiets partiledare 1995–1997
  - Geena Davis, amerikansk skådespelare
- 1958 – Eva Dahlman, svensk skådespelare och regissör
- 1965 – Robert del Naja, brittisk musiker och författare
- 1972
  - Yasunori Mitsuda, japansk tonsättare och musiker, främst känd för sin tv-spelsmusik
  - Rick Falkvinge, svensk politiker, partiledare för Piratpartiet 2006–2011
- 1974 – Linda Rosing, svensk sångare, fotomodell och dokusåpadeltagare
- 1976 – Emma Bunton, brittisk popsångare och programledare med artistnamnet Baby Spice, medlem i gruppen Spice Girls
- 1979 – Camilla Göransson, svensk lärare, föreläsare  och Youtuber med artistnamnet LärarinnanGöransson.
- 1981 – Dany Heatley, kanadensisk ishockeyspelare
- 1983 – Marieke van den Ham, nederländsk vattenpolospelare
- 1985 – Artur Beterbijev, tjetjensk amatörboxare
- 1986
  - Chuckie Akenz, vietnamesisk-kanadensisk rappare
  - Jonathan Quick, amerikansk professionell ishockeymålvakt
- 1987 – Jenna Santoromito, australisk vattenpolospelare
- 1995
  - Marny Kennedy, australisk skådespelare
  - Booboo Stewart, amerikansk skådespelare
- 2004 – Ingrid Alexandra, norsk arvprinsessa och den första kvinnan någonsin som har fötts med arvsrätt till den norska tronen

## Avlidna
- 1118 – Paschalis II, omkring 68, född Ranierius, påve sedan 1099
- 1609 – Joseph Justus Scaliger, 68, fransk filolog
- 1683 – Anthony Ashley Cooper, 1:e earl av Shaftesbury, 61, engelsk statsman
- 1793 – Ludvig XVI, 38, kung av Frankrike 1774–1792 (avrättad)
- 1811 – Jean-François-Thérèse Chalgrin, 72, fransk arkitekt
- 1836 – Maria Kristina av Savojen, 23, drottning av Kungariket Bägge Sicilierna i nuvarande Italien
- 1870 – Aleksandr Herzen, 57, rysk författare
- 1872 – Thomas Bragg, 61, amerikansk politiker, guvernör i North Carolina 1855–1859
- 1888 – George Robert Waterhouse, 77, brittisk zoolog
- 1890 – Lars Forssman, 47, svensk ämbetsman och riksdagsman
- 1918 – Emil Jellinek, 64, tysk-österrikisk företagare, grundare av bilföretaget Mercedes-Benz
- 1924 – Vladimir Lenin, 53, sovjetisk politiker, Sovjetunionens ledare sedan 1917
- 1926 – Camillo Golgi, 82, italiensk läkare och cytolog, mottagare av Nobelpriset i fysiologi eller medicin 1906
- 1934 – John Liander, 70, svensk skådespelare, sångare och teaterdirektör
- 1938 – David Rjazanov, 67, rysk filolog och marxist
- 1950 – Eric Blair, 46, brittisk författare med pseudonymen George Orwell
- 1962 – Andrew Frank Schoeppel, 67, amerikansk republikansk politiker, senator för Kansas sedan 1949
- 1965 – Dixie Bibb Graves, 82, amerikansk demokratisk politiker, senator för Alabama 1937–1938
- 1967 – Ann Sheridan, 51, amerikansk skådespelare
- 1971 – Richard Russell, 73, amerikansk politiker, senator för Georgia sedan 1933
- 1985 – Joel Berglund, 81, svensk operachef och hovsångare (basbaryton)
- 1989 – Mahmoud Namdjou, 70, iransk tyngdlyftare
- 1991 – Ileana, 82, rumänsk prinsessa
- 1994 – Ingrid Björnberg, 80, mångårig barnflicka på Stockholms slott
- 1998 – Jack Lord, 77, amerikansk skådespelare och regissör
- 1999 – Susan Strasberg, 60, amerikansk skådespelare
- 2000 – Dagmar Edqvist, 96, svensk författare
- 2002
  - Peggy Lee, 81, amerikansk sångare
  - John Arthur Love, 85, amerikansk republikansk politiker, guvernör i Colorado 1963–1973
- 2003 – Khin Hnin Yu, 77, burmesisk författare
- 2006 – Ibrahim Rugova, 61, kosovansk politiker, Kosovos president sedan 2002
- 2010 – Jacques Martin, 88, fransk serietecknare med pseudonymen Marleb
- 2011 – Dennis Oppenheim, 72, amerikansk konstnär
- 2012 – Vincenzo Consolo, 78, italiensk författare
- 2013 – Michael Winner, 77, brittisk regissör och producent
- 2014
  - Else Marie Brandt, 90, svensk skådespelare
  - George C. Wortley, 87, amerikansk republikansk politiker
- 2015
  - Marcus Borg, 72, amerikansk teolog, bibelvetare och författare
  - Leon Brittan, 75, brittisk konservativ politiker, tidigare EU-kommissionär och vice ordförande för Europeiska kommissionen
  - Kemal Monteno, 66, bosnisk sångare och låtskrivare
- 2017 – Veljo Tormis, 86, estnisk tonsättare
- 2018 – France Gall, 70, fransk sångerska
- 2019 – Harris Wofford, 92, amerikansk demokratisk politiker, senator för Pennsylvania 1991–1995
- 2020 – Terry Jones, 77, brittisk komiker, skådespelare, regissör och författare, medlem i humorgruppen Monty Python